# Tindal / Katherine
Tindal / Katherine är en flygplats i Australien.   Den ligger i kommunen Katherine och delstaten Northern Territory, i den norra delen av landet, 2 900 km nordväst om huvudstaden Canberra. Tindal / Katherine ligger 135 meter över havet.
Närmaste större samhälle är Katherine, 13,8 km nordväst om Tindal / Katherine.